# Горобець Валерій Валентинович
Валерій Валентинович Горобець (29 квітня 1967, Одеса, СРСР — 1 січня 1995, Грозний, Чечня) — старший лейтенант Збройних Сил Російської Федерації, учасник першої чеченської війни, Герой Російської Федерації (1996).

## Біографія
Валерій Горобець народився 29 квітня 1967 року в Одеса в сім'ї майора Радянської армії. У 1984—1988 роках навчався в Одеському вищому артилерійському командному училищі імені Фрунзе, після чого проходив службу в артилерійських частинах Північно-Кавказького військового округу. До грудня 1994 року старший лейтенант Валерій Горобець командував артилерійським взводом 33-го мотострілецького полку, 20-ї гвардійської мотострілецької дивізії, 8-го гвардійського армійського корпусу.
Брав участь у бою в районі села Комсомольське в грудні 1994 року і був там поранений, але залишився в строю. У ході штурму Грозного 1 січня 1995 року, очоливши два мінометний розрахунки, Горобець залишився прикривати відхід мотострілецького підрозділу. Тримаючи під обстрілом вулицю, по якій намагалися пройти сепаратисти, він не давав змоги їм просунутися. Коли загинули майже всі військовослужбовці розрахунків, Горобець продовжував сам вести бій протягом декількох годин у повному оточенні. Загинув у цьому бою.
Указом Президента Російської Федерації від 2 травня 1996 року за «мужність та героїзм, виявлені при виконанні спеціального завдання» старший лейтенант Валерій Горобець посмертно був удостоєний високого звання Героя Російської Федерації.